# کارایعقوب (گوینوجک)
کارایعقوب (به ترکی استانبولی: Karayakup) یک منطقهٔ مسکونی در ترکیه است که در گوینوجک واقع شده‌است.